# Olje mladosti
Je slovenska prekmurska ljudska pravljica. Govori o treh bratih, ki so šli iskat čarobno olje mladosti, da bi z njim pomladili očeta. Zapisal jo je Julij Kontler, Beltinci.

## Pravljica
Nekoč je živel bogatin, ki je imel tri sinove. No, pa leta so minevala in bogatin se je tako postaral, da je že pričakoval smrt. Ker bi pa še vendar rad živel, je nekega dne poklical svoje sinove in jim rekel:

»V svojih mladih letih sem slišal, da je nekje na svetu olje mladosti. Kdor se namaže s tem čudovitim oljem, ostane baje mlad vse svoje žive dni. Pojdite torej v božjem imenu po svetu! Kateri mi prinese olje mladosti, tistemu izročim vse svoje premoženje.«

Dečki si izberejo konje, jih zajašejo in se poslove od očeta:

»Zbogom, oče! Za leto dni se vrnemo.«

Nekaj časa so jezdili skupaj. Potem pa pridejo do razpotja, kjer se je cesta razdelila na tri poti: ena je bila lepa in suha, druga blatna, tretja trnova.

»Tu se razidemo in gremo vsak svojo pot,« reče najstarejši brat. »Jaz grem po lepi, gladki poti,«
»Jaz grem po blatni,« pravi srednji.

»Zame je pa tudi trnova dobra,« pristavi najmlajši. Starejša dva sta ga imela za bedaka, zato sta se mu zaničljivo smejala.

»Kateri se prej vrne, naj počaka na tem mestu še druga dva, da se skupaj vrnemo k očetu,« naroči še najstarejši brat in že odjezdi kot blisk po lepi cesti.

Srednji brat se nekaj časa jezi s konjem, ker mu ta ni hotel na blatno cesto. Slednjič ga je le prisilil in odjahal.
Najmlajši brat razjaše in gre zraven svojega konja peš.

»Med trnjem boš še sam težko hodil. Čemu bi me nosil?«

»Moj mali dobri gospodar,« se oglasi konj že po nekaj korakih, »midva ne bova hodila, ampak letela.«

»Če bi nama bog dal peruti, bi pa res lahko letela,« se nasmeje najmlajši.

»To bo že moja skrb, kar sedi nazaj v sedlo!«

Dečko spet zajaše konja in ta se samo malo požene, pa že leti s svojim gospodarjem po zraku kakor ptič.

Ko tako nekaj časa letita, prideta do neke majhne bajte v samoti. Konj se spusti na zemljo.

»Tu stopi dol in vprašaj, morda vedo, kje je olje mladosti.«

Dečko posluša konja, potrka na dveri, in že stoji pred staro ženico, ki je ravnokar prebirala silno stare knjige. Starko lepo pozdravi in jo vpraša, če morda ve, kje bi dobil olje mladosti za svojega očeta.

»Ljubi sinko,« pravi prijazna ženica, »tega ti ne morem povedati, ker še sama ne vem. Če pa imaš dobrega konja, sedi nanj in odpotuj. Potuj še tri mesece in tri dni. Potem prideš do druge take hišice, v kateri živi moja starejša sestra. Morda ona ve, kje dobiš olje mladosti.«

»Nič dobrega,« reče konju, ko se vrne iz hiše. »Še tri mesece in tri dni me boš moral nositi, da prideva do druge take hiše. Mogoče tam kaj izveva o olju mladosti.«

»Dobro. Kar sedi v sedlo!« mu odgovori konj in že frčita po zraku. Čez tri mesece in tri dni prideta do druge bajte v samoti.

»Jezdi še šest mesecev in šest dni do tretje take koče,« pravi dečku še bolj sključena in zgubana starka. »Jaz sem še premlada in ne vem ničesar o čudovitem olju. V tretji koči boš našel mojo najstarejšo sestro. Ona ti gotovo pove, kje dobiš olje mladosti.«

Dečko spet zajaše konja. Šest mesecev in šest dni sedi v sedlu, potem pa pride do tretje hišice. V njej najde še starejšo ženico pred odprto knjigo.

»Že vem, sinko, kaj te je privedlo k meni. A dobro me poslušaj, če hočeš dobiti olje mladosti! Nedaleč od moje hiše stoji železen grad. Tvoj konj ostane pri meni, tja te pa ponese moj. Pred grajskimi vrati ga priveži k veliki vrbi. V tistem gradu najdeš v zlati steklenički olje mladosti. Vendar ne pozabi: ko konj prvič zarezgeta, beži iz gradu in se prav nič ne oziraj, sicer ostaneš v gradu in se nikoli več ne vrneš domov.«

Dečko se starki lepo zahvali za dober nasvet, sede na njenega konja, in že letita kot blisk k železnemu gradu. Konja priveže k vrbi, sam pa stopi v grad.

Ko odpre prvo sobo, zagleda v njej prelepo spečo deklico. Ozre se po sobi, če bi opazil zlato stekleničko z oljem mladosti.

»Tu je ni,« reče sam pri sebi, »pojdimo dalje!«

V drugi sobi sta spali dve deklici. Steklenice ni bilo. V tretji sobi najde tri speče deklice. In tako je šlo naprej do enajste sobe, v kateri je spalo enajst deklic. Zelo ga je mikalo, da bi si lepe deklice bolje ogledal, pa se je spomnil, da bi morda konj zarezgetal, še preden najde zlato stekleničico. Zato gre kar naprej in odpre dvanajsta vrata.

V dvanajsti je spala samo ena deklica, vendar še lepša od vseh prejšnjih. Na glavi je imela krono, nad glavo pa ji je blestela stekleničica z oljem mladosti s takim sijajem kakor sonce. Dečko hitro pograbi zlato stekleničico in jo spravi v torbo. Potem prisluhne, ali ne rezgeta konj. Vse je bilo tiho in mirno, zato se skloni k speči kraljični ter jo rahlo poljubi na čelo. Pri tej priči se kraljična prebudi in reče:

»Samo da si prišel, moj dragi! Težko sem te pričakovala že mnogo mnogo let.«

Vsa vzradoščena razprostre roke, da bi objela svojega rešitelja. V tem trenutku pa zarezgeta konj pred grajskimi vrati.

»Zbogom!«

Samo to besedico je še izrekel, in že je odhitel skoti vseh dvanajst sob proti grajskim vratom. V sobah so bile že vse deklice zbujene. Prosile so ga in rotile, naj ostane vsaj za hip pri njih, a on se ni menil za mile prošnje, ampak je tekel h konju; skočil je v sedlo, in že sta letela kakor ptica po zraku.

Pa je minilo leto dni, ko pride na razpotje, kjer se je bil lani ločil od bratov. Oba sta ga že čakala, toda praznih rok.

»No, kaj pa ti, norček?« ga ogovori najstarejši brat. »Malo si se zamudil.«

»Daleč je železni grad, težka je stekleničica z oljem mladosti,« mu odvrne najmlajši.

Potem je bratoma povedal vse po resnici, kako se mu je godilo in kako je prišel v železni grad. Pokazal jima je tudi stekleničico, v kateri se je svetila oljnata tekočina kakor žareč žarek.

Po kratkem počitku bratje zajašejo konje ter se napotijo proti domu.

»Ta tepec dobi vse očetovo premoženje,« zašepeče nevoljen srednji brat najstarejšemu. »Midva pa bova berača vse žive dni.«

»Če te je volja, si lahko pomagava. Kmalu pridemo do globokega, suhega vodnjaka. Norčka potegneva s konja in ga vrževa v vodnjak, doma pa rečeva očetu, da sva midva našla olje mladosti.«

Domenjeno, storjeno. Najmlajšemu vzameta stekleničico in ga vržeta v vodnjak, sama pa odjašeta domov. Oče je medtem že oslepel. Namažeta mu s čudovitim oljem oči, in že spregleda, namažeta ga po telesu, in že se pomladi. Oče ostane mož beseda ter da polovico premoženja najstarejšemu sinu, drugo polovico pa srednjemu.

Najmlajši brat pa je padel nepoškodovan na dno globokega suhega vodnjaka in jel milo jokati. Pa pridejo tam mimo popotni ljudje in ga rešijo. Preobleče se v raztrgane beraške cunje ter se napoti peš proti hiši svojega očeta.
»Dober dan, mladi gospod!« pozdravi očeta.

»Bog ga daj tudi tebi! Kaj bi pa rad, raztrganec?« ga vpraša oče.

»Službo iščem, gospod, službo.«

»No, to pa lahko dobiš. Ravnokar iščemo pastirja, da bi nam pasel svinje. Sicer gospodarita tu zdaj moja sinova, a mislim, da bosta tudi onadva zadovoljna, če te sprejmem v službo.«

Oče mu takoj pokaže svinje in pašnik. Dečko vzame bič, nekajkrat poči z njim na dvorišču in odžene svinje na pašo. Ta posel opravlja dan za dnem, ne da bi ga oče ali brata prepoznali.

Prelepa kraljična v železnem gradu pa ni bila zadovoljna, da jo je rešitelj tako hitro popihal iz gradu. Vsa potrta je hodila po sobanah in po grajskem vrtu. Nikjer ni imela obstanka.

»Sedemkrat preiščem ves svet, da ga najdem,« je pravila svojim dvorjankam. »Če ga najdem, ga vzamem za moža. Če ga pa ne dobim, potem moram od žalosti umreti.«

In res zajaše iskrega konja in se napoti po svetu iskat svojega rešitelja. Kamor pride, povsod sprašuje, ali se je kdo pomladil z oljem mladosti. Ko tako potuje že dolge dolge mesece, pride slednjič do velike reke. Bilo ni nobenega mostu, pač pa je prepeljeval potnike čez reko brodar. Tudi njega vpraša in izve, da živi onstran reke bogatin, kateremu sta sinova prinesla čudežno tekočino.

»Bogato ti poplačam tvoj trud. Pojdi tja in reci bogatinu, naj pride semkaj s tistim sinom, ki mu je prinesel zlato stekleničico z oljem mladosti.«

Bogatin pride z najstarejšim sinom.

»Prišla sva, lepa kraljična, kakor si ukazala,« reče oče.

»Ta ni pravi, drugega privedi!«

Pa se vrneta in oče privede srednjega sina.

»Tudi ta ni tisti, ki je našel olje mladosti.«

»Več sinov pa nimam, presvetla kraljičina,« reče oče.

»Tvoj tretji sin je dobil olje mladosti in rešil mene. Kje je on?«

»Ni se vrnil. Vse svoje življenje je bil bedak. Bogve kod hodi po svetu.«

»Kogar imaš še neoženjenega pri hiši, s tistim pridi semkaj!« ukaže kraljična.

Pa gresta oče in sin domov tiha in molčeča. Oče ne zine besede, sin pa tudi ne.

»Kdo bi še bil neoženjen pri naši hiši?« premišljuje oče in se spomni pri tem svinjskega pastirja. »No, ji pa tega raztrganca pripeljem.«

Pa se vrne z njim h kraljični. Komaj ga kraljična zagleda, že mu pohiti naproti in ga objame.

»To je tvoj najmlajši sin, oče. Ta je našel olje mladosti! Ta je rešil tudi mene!«

Oče natančneje premotri raztrganca in res spozna v njem svojega najmlajšega sina.

Oče in sin sta odšla s kraljično v železni grad, brata pa sta ostala doma. Strašno ju je grizla vest prav do smrti.

## Analiza pravljice
- pripovedovalec: tretjeosebni, vsevedni;
- književne osebe: 
  - glavni lik: namlajši izmed treh sinov (dobrega srca),
  - brata (hudobna, prevarata očeta in sta na koncu razkrinkana),
  - oče,
  - tri starke (sestre, ki pomagajo dečku na poti do olja mladosti),
  - kraljična,
  - konj;
- književni prostor: ni znan;
- književni čas: ni znan (nekoč);
- slogovne značilnosti:
  - ponavljanje: mnogo mnogo (let);
  -  pomanjševalnice: sinko, ženica, stekleničica;
  - ukrasni pridevki: čudovito olje, silno stare knjige, prelepa deklica, zlata steklenička, žareč žarek;
  - personificirane živali: konj;
- motiv: treh bratov, govorečega čudežnega živalskega pomočnika, speče deklice in trnja, iskanje rešitelja;
- konec je srečen.

## Analiza pravljice po Alenki Goljevšček
- izročenost: oče pošlje sinove iskat olje mladosti;
- selstvo: potovanje do stark, do gradu;
- zajedalstvo: junak ne premaga trnja sam, temveč poleti čezenj na konju;
- milenarizem: zaradi dobrote in poštenosti je deček na koncu nagrajen s poroko.

## Ljudske značilnosti
- avtor ni znan;
- književne osebe niso imenovane;
- pravljično število: tri (trije bratje, tri starke, tri mesece in tri dni, tri poti), sedem (sedemkrat preiščem ves svet);
- žival z nadnaravno močjo: leteči konj;
- čudežni predmet: olje, ki pomlajuje.
- inačica: V začaranem vrtu

## Motivno-tematske povezave
- motiv treh bratov: Slepi bratec, Grofična z zlatimi lasmi, Zlato jabolko
- motiv speče deklice in trnja: podobnost s Trnjulčico
- motiv iskanja pravega ženina: podobnost s Pepelko

## Značilnosti vseh pripovedi iz knjige Slepi bratec: Prekmurske ljudske pripovedi
- Izbrane prekmurske ljudske pripovedke in pravljice.
- Avtor ni znan.
- Čutijo se zgodovinski vplivi: 
  - verski (širjenje protestantizma) in
  - izoliranost Prekmurja od ostalih delov Slovenije (narečje se močno razlikuje od slovenskega knjižnega jezika).
- Tematski poudarek na milenarizmu: zaradi dobrote so glavni literarni liki na koncu bogato nagrajeni.
- Pogosto omenjena revščina: junaki gredo po svetu iskat srečo (O treh grahih, Zviti Martin)
- Pogosti motivi: 
  - treh bratov (Račke, mravlje in čebelice, Slepi bratec, Zlato jabolko), tudi treh hčera (Tri revne deklice);
  - hvaležnih živali (Račke, mravlje in čebelice, Slepi bratec, Rjava škatlica);
  - hudiča (Tri revne deklice).
- Slogovne značilnosti: 
  - pomanjševalnice,
  - ponavljanja,
  - ukrasni pridevki,
  - narečne besede,
  - pravljična števila (najpogostejše število tri),
  - potovanje je prestavljeno v sfero čudežnega: ni časovnih ovir, prevelikh razdalj.
- Književne osebe:
  - realne ali fantastične;
  - liki so poimenovani po poklicu, družbenem položaju, običajno predstavljajo isto lastnost (mačeha – zlobna, kraljična – lepa), kadar imajo imena so tipično prekmurska;
  - črno-belo slikanje oseb (hudoben – dober, reven – bogat);
  - personificirani liki: živali, rastline, predmeti;
  - nastopajo vile sojenice, grofi, kralji, zaklete kraljične, dobri starčki in starke, človeku prijazne živali (največkrat petelin, tudi kače), hudobne čarovnice in čarovniki, krvoločni zmaji, razbojniki; Ogri, Romi ...